# Renata Salecl
Renata Salecl, née le 1er septembre 1962 à Slovenj Gradec, est une philosophe et sociologue slovène. 

## Biographie
Après une thèse à l'université de Ljubljana où elle a successivement étudié la sociologie et la philosophie, elle a été professeure invitée à la London School of Economics. Elle occupe désormais un poste au Birkbeck College à Londres et dirige des recherches à l’Institut de criminologie de la faculté de droit de Ljubljana. 
Elle a écrit des articles dans différentes revues,, ainsi que des livres rédigés en anglais dont  The Spoils of Freedom: Psychoanalysis and Feminism After the Fall of Socialism (Routledge, 1994), (Per)versions of Love and Hate (Verso, 1998) traduit en espagnol en 2002, On Anxiety (Routledge, 2004) et Tyranny of Choice (Profile Books,2010)  traduit en français sous le titre La Tyrannie du choix,,,,.
Salecl s'est notamment interrogée durant son cursus sur les thèmes « Idéologie et contrôle Social », « Discipline et punitions à l'école » et, pour son sujet de thèse, sur « la notion de pouvoir dans l'œuvre de Michel Foucault ».
Elle a été la deuxième épouse de Slavoj Žižek.

## Distinctions
- En 2010, elle obtient le titre de femme scientifique slovène de l'année[12].
- En 2011, le magazine Ona la nomme parmi les femmes les plus influentes de Slovénie[11].

## Œuvres
- La tyrannie du choix, traduit de l'anglais par Sylvie Taussig, Paris, Albin Michel, 2012, 212 p.
- (en) On Anxiety, London/New York, Routledge, Psychology Press, 2004, 172 p.